# Bismarck-denevérpapagáj
A Bismarck-denevérpapagáj (Loriculus tener) a madarak osztályának papagájalakúak (Psittaciformes) rendjébe és a szakállaspapagáj-félék (Psittaculidae) családjába tartozó faj.

## Rendszerezése
A fajt Philip Lutley Sclater angol ügyvéd és zoológus írta le 1877-ben. Egyes szervezetek a narancshomlokú denevérpapagáj (Loriculus aurantiifrons) alfajaként sorolják be Loriculus aurantiifrons tener néven.

## Előfordulása
Pápua Új-Guineához tartozó Bismarck-szigeteken, illetve Új-Britannia és Új-Írország területén honos. Megtalálható ezenkívül a York hercege-szigeten, az Új-Hannover-szigeten, Manne, Selapiu, Tsoilaunung, Patio szigeteken és a körülöttük lévő apró szigeteken.
Természetes élőhelyei a szubtrópusi és trópusi síkvidéki esőerdők, melyek maximum 500 méter magasak, de jobban kedveli a 200 méternél alacsonyabb fekvésűeket. Állandó, nem vonuló faj.

## Megjelenése
Testhossza 11 centiméter. Mindkét nemnek javarészt zöld színű a teste, egy fényes piros folttal a torkán. Fekete csőre és sárga szeme van. A hímeknek sárgászöld a faruk, sárga farktollakkal. A fiatal madaraknak nincsen torokfoltjuk, barna szemük és csőrük van.

## Életmódja
Étrendje különféle vad gyümölcsökből, virágokból, rügyekből, néha apró lárvákból, bogarakból tevődik össze. Rejtőzködő életformát él. Hajlamos a Loriculus nem más fajaival vegyülni. Kisebb csoportokban él, melyek 2-4 egyedet foglalnak magukban.

## Szaporodása
A tojó általában 3-4 tojásból álló fészket rak.

## Természetvédelmi helyzete
Az elterjedési területe még elég nagy, de csökken az illegális fakitermelés és bányászat miatt, egyedszáma 10000-19999 példány közötti és szintén csökken. A Természetvédelmi Világszövetség Vörös listáján mérsékelten fenyegetett fajként szerepel.